# Deutz D15
De D15 is een tractormodel van het merk Deutz uit de Deutz D-serie. Tijdens de bouw ervan was het het kleinste model van de D-serie. De D15 was het laatste eencilindertractormodel dat Deutz geproduceerd heeft.
Met de introductie van de D15 in 1959 was het het kleinste model van de D-serie. Destijds kostte hij 5.450 DM. Het was de opvolger van de F1L 712 die kort geproduceerd werd door de hogere kosten in vergeleken met de D15. 
Vanwege de steeds groter wordende landbouwbedrijven nam de vraag naar eencilindertractoren aanzienlijk af. Om deze reden werd de productie van de eigen 6/3-transmissie van Deutz, die in de F1L712 werd gebruikt, stopgezet vanwege onvoldoende winstgevendheid. Voor de D15 werd nu een versnellingsbak  van ZF uit Friedrichshafen ingekocht. Die werd geproduceerd van 1959 tot 1962 bij Deutz in Keulen en van 1962 tot 1964 bij Fahr in Gottmadingen na de fusie van Deutz en Fahr tot Deutz-Fahr.